# Keetia
Genre
Keetia est un genre de plantes de la famille des Rubiaceae.

## Liste d'espèces
Selon Catalogue of Life (17 octobre 2017) :
- Keetia acuminata Bridson
- Keetia angustifolia Bridson
- Keetia bakossiorum Cheek
- Keetia bridsoniae Jongkind
- Keetia carmichaelii Bridson
- Keetia cornelia (Cham. & Schltdl.) Bridson
- Keetia ferruginea Bridson
- Keetia foetida (Hiern) Bridson
- Keetia gracilis (Hiern) Bridson
- Keetia gueinzii (Sond.) Bridson
- Keetia hispida (Benth.) Bridson
- Keetia inaequilatera (Hutch. & Dalziel) Bridson
- Keetia koritschoneri Bridson
- Keetia leucantha (K.Krause) Bridson
- Keetia lukei Bridson
- Keetia lulandensis Bridson
- Keetia mannii (Hiern) Bridson
- Keetia molundensis (K.Krause) Bridson
- Keetia multiflora (Schumach. & Thonn.) Bridson
- Keetia obovata Jongkind
- Keetia ornata Bridson & Robbr.
- Keetia procteri Bridson
- Keetia purpurascens (Bullock) Bridson
- Keetia purseglovei Bridson
- Keetia ripae (De Wild.) Bridson
- Keetia rubens (Hiern) Bridson
- Keetia rufivillosa (Robyns ex Hutch. & Dalziel) Bridson
- Keetia rwandensis Bridson
- Keetia tenuiflora (Welw. ex Hiern) Bridson
- Keetia venosa (Oliv.) Bridson
- Keetia venosissima (Hutch. & Dalziel) Bridson
- Keetia zanzibarica (Klotzsch) Bridson

Selon NCBI (17 octobre 2017) :
- Keetia gueinzii
- Keetia hispida
- Keetia lukei
- Keetia multiflora
- Keetia venosa
- Keetia zanzibarica

Selon The Plant List (17 octobre 2017) :
- Keetia acuminata Bridson
- Keetia angustifolia Bridson
- Keetia bakossiorum Cheek
- Keetia bridsoniae Jongkind
- Keetia carmichaelii Bridson
- Keetia cornelia (Cham. & Schltdl.) Bridson
- Keetia ferruginea Bridson
- Keetia foetida (Hiern) Bridson
- Keetia gracilis (Hiern) Bridson
- Keetia gueinzii (Sond.) Bridson
- Keetia hispida (Benth.) Bridson
- Keetia inaequilatera (Hutch. & Dalziel) Bridson
- Keetia koritschoneri Bridson
- Keetia leucantha (K.Krause) Bridson
- Keetia lukei Bridson
- Keetia lulandensis Bridson
- Keetia mannii (Hiern) Bridson
- Keetia molundensis (K.Krause) Bridson
- Keetia multiflora (Schumach. & Thonn.) Bridson
- Keetia obovata Jongkind
- Keetia ornata Bridson & Robbr.
- Keetia procteri Bridson
- Keetia purpurascens (Bullock) Bridson
- Keetia purseglovei Bridson
- Keetia ripae (De Wild.) Bridson
- Keetia rubens (Hiern) Bridson
- Keetia rufivillosa (Robyns ex Hutch. & Dalziel) Bridson
- Keetia rwandensis Bridson
- Keetia tenuiflora (Welw. ex Hiern) Bridson
- Keetia venosa (Oliv.) Bridson
- Keetia venosissima (Hutch. & Dalziel) Bridson
- Keetia zanzibarica (Klotzsch) Bridson

Selon Tropicos (17 octobre 2017) (Attention liste brute contenant possiblement des synonymes) :
- Keetia acuminata (De Wild.) Bridson
- Keetia angustifolia Bridson
- Keetia bakossiorum Cheek
- Keetia bridsoniae Jongkind
- Keetia carmichaelii Bridson
- Keetia cornelia (Cham. & Schltdl.) Bridson
- Keetia ferruginea Bridson
- Keetia foetida Bridson
- Keetia gracilis (Hiern) Bridson
- Keetia gueinzii (Sond.) Bridson
- Keetia hispida (Benth.) Bridson
- Keetia inaequilatera (Hutch. & Dalziel) Bridson
- Keetia koritschoneri Bridson
- Keetia leucantha (K. Krause) Bridson
- Keetia lukei Bridson
- Keetia lulandensis Bridson
- Keetia mannii Bridson
- Keetia molundensis (K. Krause) Bridson
- Keetia multiflora (Thonn.) Bridson
- Keetia obovata Jongkind
- Keetia ornata Bridson & Robbr.
- Keetia procteri Bridson
- Keetia purpurascens (Bullock) Bridson
- Keetia purseglovei Bridson
- Keetia ripae Bridson
- Keetia rubens (Hiern) Bridson
- Keetia rufivillosa (Robyns ex Hutch. & Dalziel) Bridson
- Keetia rwandensis Bridson
- Keetia tenuiflora (Hiern) Bridson
- Keetia transvaalensis E. Phillips
- Keetia venosa (Oliv.) Bridson
- Keetia venosissima (Hutch. & Dalziel) Bridson
- Keetia zanzibarica (Klotzsch) Bridson